# 高島茂徳
高島 茂徳（たかしま しげのり、弘化3年4月10日（1846年5月5日） - 明治9年（1876年）10月24日）は、江戸時代末期（幕末）の静岡藩士。明治時代前期の陸軍軍人である。最終階級は陸軍中佐。通称は四郎兵衛・四郎平。

## 生涯
弘化3年（1846年）4月10日、福田好政の三男として江戸牛込に生まれる。
慶応2年（1866年）11月29日、砲術家高島秋帆の養嗣子となった。沼津兵学校では英語を担当していた（三等教授方）というが、詳しいことは不明である。
大砲差図役頭取として明治維新を迎えた後、明治3年（1870年）に新政府に出仕して創設初期の陸軍砲兵科中佐となり、その後陸軍卿山縣有朋にその奇才を見込まれて明治9年（1876年）6月19日、熊本鎮台司令部の参謀長に抜擢された。
しかし、同年の10月24日の神風連の乱において、自宅で神風連・石原運四郎らの襲撃にあった。不意の襲撃に驚き、雨戸を押し開けて庭に飛び出したが、屋敷を囲んでいた一隊に「そら出た」と追いかけられ、泉水に落ちたところを水野貞雄に首を刎ねられたという。享年31。

## 年譜
- 弘化3年4月10日（1846年5月5日）、東京・牛込で生まれる。
- 元治1年（1864年）11月29日、砲術家高島秋帆の養嗣子となる。
- 慶応3年（1867年）8月25日、長男・茂秀が誕生（明治34年（1902年）2月6日没）。
- 明治2年（1869年）、次男・右満弟（外祖父塩野谷景高の養子となる）が誕生（明治3年（1870年）7月11日没）。
- 明治3年（1870年）、新政府に出仕。
- 明治7年（1874年）11月22日、三男・茂松が誕生（大正4年（1915年）12月22日没）。
- 明治8年（1875年）2月8日、熊本鎮台参謀長に任ぜられ、衛戍司令官も兼務。
- 明治9年（1876年）10月24日、敬神党（神風連）が挙兵、自宅に襲撃を受けて死亡。

## 家族
- 実父：福田好政（栄寿） - 幕府同心
- 実母：飯山喜勢子
- 養父：高島秋帆（敦）
- 養母：池田香
- 実兄：福田重固(しげかた、1833-1910) - 旧名・作太郎。勘定方役人から歩兵頭にまでなった人物で、文久遣欧使節にも加わり、静岡藩では用人を務め、維新後は内務省で電信事業に従事した[1][2]。
- 妻：塩野谷紀子（1847年 - 1908年）
- 子
  - 長男：茂秀（1867年 - 1902年）
  - 次男：右満弟（1869年 - 1870年）
  - 長女：俊子（1871年 - 1873年）
  - 三男：茂松（1874年 - 1915年）